# Сюрбаєво
Сюрба́єво (рос. Сюрбаево) — присілок у складі Кігинського району Башкортостану, Росія. Входить до складу Арслановської сільської ради.
Населення — 217 осіб (2010; 200 в 2002).
Національний склад:
- башкири — 99 %

Стара назва — Самарово.